# Banggai
Banggai ist eine Insel vor der Ostküste von Sulawesi in Indonesien. 
Sie ist die zweitgrößte Insel der Banggai-Inseln und liegt ungefähr einen Kilometer südöstlich der größeren Nachbarinsel Peleng. Im Westen befindet sich 12 Kilometer entfernt Labobo. Im Südosten sind weitere kleine Inseln verstreut. 
Die rund 260 km² große Insel erreicht eine Höhe von 491 m über dem Meer.
Banggai gehört zur Provinz Sulawesi Tengah und bildet einen eigenen Distrikt (Kecamatan).